# Miguel Ángel Carreón
Miguel Ángel Carreón Medel (Iguala de la Independencia, Guerrero, México; 24 de mayo de 2004) es un futbolista mexicano. Juega como centrocampista y su equipo actual es el Club Universidad Nacional de la Primera División de México. Es hijo del exfutbolista mexicano Miguel Carreón.

## Trayectoria

### Club Universidad Nacional

#### Fuerzas básicas
Miguel Ángel Carreón a la edad de quince años fue llevado a una gira internacional con las fuerzas básicas del Club Universidad Nacional en dónde llamó la atención de clubes europeos, sin embargo, no se concretó transacción alguna pero si empezó a ser llamado por Míchel González para entrenar con el primer equipo en el año 2019.

#### Primer equipo
Debuta con el primer equipo universitario en un el día 4 de julio de 2020, «el Igualita» entraría en la recta final de la derrota por 4-1 ante el Cruz Azul correspondiente a la Copa GNP por México.
El 2 de abril de 2022 debutó en la Liga MX usando el número 197, entrando de cambio al minuto 82' por el brasileño Rogério en la victoria 1-0 ante Juárez.